# Нарожанский сельский совет (Семёновский район)
Нарожанский сельский совет (укр. Наріжанська сільська рада) — входит в состав
Семёновского района
Полтавской области
Украины.
Административный центр сельского совета находится в 
с. Нарожье.

## Населённые пункты совета
- с. Нарожье
- с. Матвеевка
- с. Новый Калкаев